# Xochitl
Pour la reine toltèque, voir Xochitl (Toltèque).
Pour les articles homonymes, voir Xochiquetzal.
Xochitl est, dans la mythologie aztèque, la première femme mortelle sur la terre. Elle est associée à la légende des soleils ». Elle est parfois appelée Xochiquetzalli ou aussi Xochiquetzal, « belle fleur » créée des cheveux de la déesse de la beauté.
Xochitl signifie "fleur" . Il aurait pour équivalent maya "ahau" qui signifierait "lumière".